# Éditions du Sagittaire
Le Sagittaire est une maison d'édition française fondée en 1919 à Paris et disparue en 1979. Pour certains de ses ouvrages, elle est également référencée comme Éditions Simon Kra, Éditions S. Kra, ou Éditions Kra (du nom de son fondateur).

## Parcours

### Le premier Sagittaire (1919-1951)
Créée par Simon Kra, en association avec son fils Lucien et ses sœurs, Hélène et Suzanne, au 6 rue Blanche dans le IXe à Paris, cette librairie devenue maison d'édition avait comme but premier de publier des volumes illustrés à tirage limité. Après avoir publié comme premier titre Les Flirts du mâle de l'humoriste Lucien Boyer, elle développa rapidement une édition de livres plus classique dans la forme, très soignée, sous la direction d'abord d'André Malraux (1921-1923), rejoint deux ans plus tard par Philippe Soupault, recruté par André Germain, et Léon Pierre-Quint, déjà sous contrat d'auteur et ami des filles Kra. Tout en ayant publié des auteurs fin de siècle, elle devint la maison d'édition des surréalistes avec pour auteur régulier André Breton et la première édition du Manifeste du surréalisme (1924). Germain y lança La Revue européenne que Kra conserva jusqu'en 1927, et qui engendra la collection du même nom, où ne parurent que des auteurs contemporains, puis « Les Cahiers nouveaux », où parurent La Liberté, ou l'amour de Robert Desnos qui valut à l'éditeur un procès pour outrage aux bonnes mœurs.
Jusqu'aux premiers effets de la crise de 1929, plusieurs collections de littérature et d'essais virent le jour comme la série « Documentaires », initiée par Pierre-Quint (1924-1939) qui permit de découvrir John Maynard Keynes, les « Panoramas des littératures contemporaines» (1928-1940), ou bien encore la « Fontenelle » dirigée par Georges Urbain et Salomon Reinach. Durant cette période, une série de livres remarquables fut produite avec l'artiste Yan Bernard Dyl.
Cette maison porta durant ces dix années plusieurs noms : Aux Éditions du Sagittaire [chez] Simon Kra, Simon Kra, ou Kra. En 1927, elle publie 4 titres par mois, engrange des bénéfices sur un chiffre d'affaires dépassant les deux millions de francs. En février 1929, les Éditions Kra/Éditions du Sagittaire se transforment en société anonyme.
En 1930, alors que Soupault s'éloigne définitivement, Léon Pierre-Quint devient l'actionnaire principal du Sagittaire. Un immeuble est acquis, rue Henri-Regnault, où sont regroupés toutes les activités et un fort personnel. La famille Kra, dont le nom disparaît de la marque, se retire en partie et ouvre deux librairies, toujours rue Blanche. Pierre-Quint publia Paul Valéry, René Crevel, Thomas Mann. Un Gargantua illustré par Dubout eut un énorme succès. La collection « Byblis » composée de livres illustrés numérotés de haute tenue dont quatre Pierre Louÿs dépassa les 10 000 exemplaires. Durant l'été 1931, la crise rattrape l'édition française et Le Sagittaire doit revendre progressivement une partie de son fonds, son immeuble et licencier. L'adresse devient le 56 rue Rodier. En 1933, les Kra démissionnent, suivi par Pierre-Quint l'année suivante : toutefois, celui-ci reste directeur littéraire. Une réorganisation se fit par le biais de Marie-Madeleine Allard, Gabrielle Neumann, Edouard Roditi et Jérôme Jéramec, nommé administrateur-délégué, qui empéchèrent la liquidation. Durant cette période qui se termine en mai 1940, paraissent des titres remarquables dont l'Anthologie de l'humour noir d'André Breton, que Pierre-Quint était allé récupérer chez Robert Denoël mais que le gouvernement de Vichy interdira de diffusion.
Durant les trois premières années de la Seconde Guerre mondiale, Le Sagittaire poursuivit son travail d'édition, réfugié rue du Vieux-Port à Marseille, avec Les Cahiers du Sud qui l'hébergèrent. Bras-droit depuis 1923 de Léon Pierre-Quint, Gabrielle Friedrich lui succéda à la tête de l'entreprise puis se réfugia dans la clandestinité après l'invasion de la zone libre ; auparavant, des traductions de romans américains et des récits de résistants furent publiés. Jean Beaufret puis Julien Luchaire furent un temps président et servirent de prête-nom. Le Sagittaire devient la cible de la censure, son catalogue placé sous l'œil de Vichy, et sortent moins de vingt titres dont une collection négociée avec le bien en vue Henri Pourrat.
En novembre 1944, à Paris, Le Sagittaire est réorganisé. Léon Pierre-Quint est élu président, poste qu'il conserve jusqu'en 1951, assistée de Gaby Neumann. On y publia notamment quatre titres d'André Breton dont Arcane 17 (1947), mais aussi Paul Eluard, Pierre Mabille, et le jeune Claude Simon. En 1947, la crise du livre frappe le pays et Pierre-Quint doit ralentir la production qui culmine de nouveau à trois titres par mois. Les Messageries Hachette cassent alors le contrat de diffusion au moment où sort Les Mauvais coups de Roger Vailland et la liquidation menace.
En 1951, Pierre-Quint se rapproche des éditions de Minuit dirigées par le jeune Jérôme Lindon qui, nommé président, apure les dettes et permet encore à la maison d'exister dignement. En 1954, le Club français du livre rachète la marque, Pierre-Quint se retire.
Le catalogue complet de cette époque compte un peu plus de 410 titres, dont certains sont considérés comme incontournables.

### Le second Sagittaire (1975-1979)
Le Club français du livre finit par céder aux Grasset-Fasquelle ce qui reste de la maison, où ne sortent que six titres avant 1967, quand la société est définitivement liquidée. En 1975, Grasset relance la marque et la place sous la direction de Gérard Guégan assisté entre autres de Raphaël Sorin et d'Olivier Cohen, lesquels avaient été licenciés en 1974 de Champ Libre, la maison fondée par Gérard Lebovici. La direction artistique est confiée à Alain Le Saux, lui aussi venu de chez Champ Libre, qui développe une charte graphique privilégiant les couleurs fluorescentes et une typographie de style affiche. Entre autres auteurs publiés à cette époque : Jean-Jacques Abrahams, Jacques Baynac, Béatrix Beck, Pierre Mabille, Jean-Pierre Martinet, etc. Bukowski y fut traduit en 1977 pour les Contes de la folie ordinaire par le biais de Jean-François Bizot, qui y publia son premier roman, et Léon Mercadet.
Les éditions du Sagittaire, peu rentables, disparaissent en mars 1979, l'année de leurs 60 ans.

## Extrait du premier catalogue (1919-1951)

### «Collection de la Revue européenne» puis «Collection Européenne»[9]
37 titres sortis de 1923 à 1928, ensuite réimprimés ou révisés. Chaque volume était illustré par une héliogravure hors-texte exécutée par un artiste contemporain et représentant l'auteur du livre.
- No 1 : Philippe Soupault, Le Bon Apôtre (1923)[12]
- No 2 : Maxime Gorki, Souvenirs de ma vie littéraire
- No 3 : Jaime de Beslou, Idéologues
- No 4 : Joseph Delteil, Choléra
- No 5 : Fritz von Unruh, Verdun
- No 6 : Pierre Girard, June, Philippe et l'Amiral
- No 7 : Max Jacob, L'Homme de Chair et l'Homme reflet
- No 8 : Ramón Gómez de la Serna, La Veuve blanche et noire
- No 9 : Marcel Rouff, L'Homme que l'Amour empêcha d'aimer
- No 10 : Maxime Gorki, Un Premier Amour
- No 11 : Léon Pierre-Quint, Déchéances aimables
- No 12 : Rabindranath Tagore, À Quatre Voix, préface de Romain Rolland
- No 13 : André Salmon, Une Orgie à Saint-Pétersbourg
- No 14 : Miguel de Unamuno, Trois nouvelles exemplaires et un prologue, préface de Valery Larbaud
- No 15 : Gil Robin, La Femme et la Lune
- No 16 : Carl Sternheim, Napoléon
- No 17 : Ramón Gómez de la Serna, Le Docteur invraisemblable
- No 18 : Pierre Girard, Lord Algernon
- No 19 : Luigi Pirandello, On tourne
- No 20 : René Crevel, Mon Corps et moi
- No 21 : François Fosca, Les Dames de Boisbrûlon
- No 22 : Georges Ribemont-Dessaignes, Céleste Ugolin
- No 23 : Miguel de Unamuno, Brouillard
- No 24 : Sigrid Undset, L'Âge heureux suivi de Simonsen
- No 25 : René Crevel, La Mort difficile
- No 26 : Francis Scott Fitzgerald, Gatsby le Magnifique (1926, trad. Victor Llona, rév. 1946)[13]
- No 27 : Pierre Girard, Connaissez mieux le cœur des femmes (1927)[14]
- No 28 : François Fosca, Derechef
- No 29 : Philippe Soupault, Le Nègre
- No 30 : René Crevel, Babylone
- No 31 : Eyvind Johnson, Lettre recommandée
- No 32 : Heinrich Mann, Mère Marie
- No 33 : Ramón Gómez de la Serna, Gustave l'incongru (1927, trad. Jean Cassou et André Wurmser)[15]
- No 34 : André Jullien du Breuil, Imprudence
- No 35 : Sherwood Anderson, Un conteur se raconte. Mon Père et moi
- No 36 : Luigi Pirandello, L'Exclue
- No 37 : Sherwood Anderson, Je suis un homme (1928, trad. Victor Llona)[16]

### «Les Cahiers nouveaux[17]»
- Miguel de Unamuno, Le Marquis de Lumbria
- Gil Robin, Hôpital
- Pierre Mac Orlan, À l'Hôpital Marie-Madeleine
- Robert Desnos, Deuil pour Deuil
- Gabriele D'Annunzio, Portrait de Loÿse Baccaris
- Alexandre Kouprine, Olessia, la jeune sorcière
- Ribemont-Dessaignes, Ariane
- Carl Sternheim, Libussa, la jument de Guillaume II
- Philippe Soupault, Voyage d'Horace Pirouelle
- Thomas Mann, La Mort à Venise
- Benjamin Péret, Il était une boulangère
- Willa Cather, Prochainement Aphrodite
- Pierre Girard, Curieuse métamorphose de John
- Gabriel Miró, Semaine Sainte
- Fernand Divoire, L'Homme du Monde
- John Rodker, Dartmoor
- Max Jacob, Les Pénitents en maillots roses
- Khalil Gibran, Le Prophète
- Gilbert Mauge, Fonction de X
- Luigi Pirandello, Ignorantes
- Edmond Jaloux, L’Égarement
- Jean-Richard Bloch, Première Journée à Rufisque
- René Jouglet, Une Courtisane
- Jean Giraudoux, La première disparition de Jérôme Bardini
- Jacques-Émile Blanche, Le Bracelet tensimétrique
- Ramón Pérez de Ayala, La chute de la Maison Limon
- Georges Oudard, Ressemblance
- André Berge, L'Amitié indiscrète
- Jacques Chenevière, Daphné
- André Desson, Le Chœur maussade
- Henri de Régnier, Donc...
- Robert Desnos, La Liberté ou l'Amour !
- Francis Gérard[18], Les Dragons de vertu
- André Maurois, Le Chapitre suivant
- Michel Leiris, Le Point cardinal
- André Salmon, Tout l'or du Monde

### «Carnets littéraires» (chez Kra)

#### Série cosmopolite
- Thomas Mann, Tristan, 1, 1927
- Mario Puccini, Quatre-vingt dix ans, 2, 1927
- Knut Hamsun, Rêveurs, 3, 1927
- Heinrich Mann, Liliane et Paul, 4, 1927
- Luigi Pirandello, Vieille Sicile, 5, 1928
- Arthur Symons, Journal de Henry Luxulyan, 6, 1928

#### Série française
- André Beucler, La belle de banlieue, 1, 1927
- André Rivollet, Battement de coeur, 2, 1927
- Gilbert Mauge[19], Merveille de la mort, 3, 1927
- Emmanuel Bove, Un soir chez Blutel, 4, 1927
- Georges Duvau, Le Testament romantique, 5, 1927